# Hoengener Fließ
Das Hoengener Fließ ist ein Bach, der ca. 500 m südlich von Hoengen entspringt und über Schleiden, Aldenhoven und Engelsdorf fließt. Er mündet als Lahngraben südlich von Merzenhausen und nördlich von Koslar in den Merzbach.
Das Hoengener Fließ fließt vor allem neben Feld- und Gehwegen in den Ortschaften als Graben. Das „Fließ“, wie man es meistens umgangssprachlich nennt, besitzt noch weitere kleine Nebenzuflüsse, die aber meistens nur wenige hundert Meter lang sind und meistens zur Bewässerung dienen.
Am Fließ liegt in Schleiden eine kleine Kläranlage, die zur örtlichen Leitungswasserklärung verwendet wird. Dabei wird auch Wasser aus dem Hoengener Fließ verwendet. Ansonsten läuft es meistens innerhalb der Ortschaften, was ein Zeichen ist, dass das Hoengener Fließ mindestens seit ca. 1000 Jahren seinen heutigen Lauf hat. Viel mehr ist allerdings nicht vom Fließ bekannt und es ist auch kein Ziel von großen Untersuchungen.
Innerhalb der Ortschaften ist das Hoengener Fließ rinnenartig ausgebaut, während es außerhalb der Ortschaften an den Feldern eher grabenartig fließt. Im Sommer liegt das Hoengener Fließ meist trocken und führt nur nach starken Regenfällen Wasser.